# 菅野義丸
菅野 義丸（かんの よしまる、1904年〈明治37年〉6月14日 - 1979年〈昭和54年〉5月7日）は、日本の鉄道官僚、実業家。内閣官房副長官、国際電信電話社長。旧姓は長田。

## 経歴
山梨県東八代郡上曽根村（現甲府市）の長田家に生まれ、その後、菅野家に婿入りして本籍を福島県に移す。山梨県立甲府中学校（現山梨県立甲府第一高等学校）を経て、検定試験に合格して、1931年3月、東京帝国大学法学部法律学科を卒業。1930年10月、高等試験行政科試験に合格。1931年、鉄道省に入省し仙台鉄道局書記となる。
以後、鉄道省事務官、鉄道局副参事、国際観光局事務官、大阪鉄道局運輸部長、同業務部長、運輸省大臣官房文書課長、日本国有鉄道職員局長などを歴任。1949年11月1日、第3次吉田内閣の官房副長官に就任し、1953年3月23日まで在任して退官した。
その後、実業界に転じ、日本開発銀行理事、アラビア石油常務、日本国内航空社長、日本万国博覧会協会副会長を経て、1971年、国際電信電話社長に就任。その後、同相談役を務めた。

## 逸話
1976年、三木武夫総理から国鉄総裁の就任要請を受けたが受諾しなかった。

## 家族
長女直子は水島三一郎の次男水島昭二（上皇后美智子の従兄弟）に嫁ぎ、三女久子は実吉純一の次男・実吉秀郎に嫁いだ。五男直之はタカラスタンダードの社長を務めた。

## 著作
- 菅野誠之編集企画『蒸々日上:「菅野義丸」遺稿集』菅野章子、1980年。